# 视觉处理单元
视觉处理单元（Vision Processing Unit，VPU）（截至2023年）是一类新兴的微处理器；它是一种特定类型的人工智能加速器，用于加速机器视觉任务。

## 概览
视觉处理单元与视频处理单元（专门用于视频编解码）不同，前者更适合运行机器视觉算法，如CNN（卷积神经网络）、SIFT（尺度不变特征转换）和类似算法。
它们可能包括从摄像头获取数据的直接接口（途径任意片外缓冲器），强调在拥有许多暂存器的并行计算单元间的片上数据流，如多核DSP。但是像VPU一样，它们可能专注于图像处理中的低精度定点数运算。

## 与GPU的对比
VPU与GPU不同，GPU包含用于栅格化和材质贴图（三维计算机图形）的专门硬件，其存储器结构优化为在片外内存中操作位图图像（采用随机访问模式读取纹理、修改帧缓冲器）。VPU针对每瓦特的性能进行了优化，而GPU主要关注绝对性能。
VPU的目标市场是机器人学、物联网、用于虚拟现实和增强现实的新型数码相机、智能相机和集成了机器视觉加速器的智能手机及其他移动设备。

## 相似的处理器
有些处理器虽然没有被划为VPU，但同样可以处理机器视觉任务。它们可能形成一种更广泛的人工智能加速器（VPU可能也属于此种器件），然而截至2016年，这种分类的名称尚未达成共识：
- IBMTrueNorth，一种神经形态工程处理器，旨在进行类似的传感数据模式识别和智能任务，包括音视频。
- 高通Zeroth神经处理器，是新兴的面向传感器/AI的芯片类别中的另一类。[3]